# Al-Hamadaniah Sports Arena
Al-Hamadaniah Sports Arena (tiếng Ả Rập: صالة الحمدانية الرياضية) là một nhà thi đấu thể thao ở Aleppo, Syria. Với sức chứa 7.964 chỗ ngồi, đây là nhà thi đấu lớn nhất ở Syria. Nhà thi đấu được sử dụng chủ yếu cho các trận đấu bóng rổ, bóng ném và bóng chuyền. Al-Hamadaniah Sports Arena là một phần của Thành phố Thể thao Al-Hamadaniah.
Bên cạnh nhà thi đấu có bốn nhà thi đấu thể thao phụ dùng để tập luyện. Mặt sân của nhà thi đấu có chiều dài 60 m và chiều rộng 25 m.